# Jake Zyrus
Jake Zyrus (Cabúyao, La Laguna, 10 de mayo de 1992), conocido anteriormente como Charice, es un cantante y actor filipino.
Previo a su transición de género, se hizo popular a través de YouTube y varios concursos de talento bajo el nombre de Charice, en ese entonces Oprah Winfrey le dio la denominación de "la niña más talentosa en el mundo". Ha vendido más de 15 millones de copias discográficas. Además, ha tenido mucho éxito en varios países, entre ellos Corea del Sur, Reino Unido, Estados Unidos, Italia, Canadá, Francia, Japón, Tailandia, Filipinas y Singapur. Apareció en la serie televisiva Glee, donde interpretó a un personaje recurrente llamado Sunshine Corazón.

## Biografía
Nació en la provincia filipina de La Laguna. Su madre huyó del hogar conyugal llevándose con ella a Charice, de tan solo 3 años, y a su hermano Carl, pues sufrían maltratos por parte de su padre. Pese a la separación, mantuvo contacto con su padre Ricky, quien fue asesinado el 30 de octubre de 2011 en una tienda al sur de Manila a puñaladas.

### Trayectoria
Aún bajo el nombre de Charice Pempengco, comenzó a cantar cuando tenía sólo 4 años. A la edad de 7, comenzó con concursos de canto para aficionados, desde fiestas en su provincia La Laguna hasta competiciones de televisión en su país, totalizando cerca de un centenar de concursos de canto.
En 2005, concursó en Little Big Star, un programa de talentos filipino similar a American Idol. Si bien fue eliminado después de su primera aparición, regresó posteriormente al concurso, siendo uno de los finalistas y alcanzando el tercer lugar de la competición.
En 2007, viajó a Corea del Sur, y concursó en un programa llamado Star King, donde uno de los jueces era el grupo de K-pop, Super Junior. Pempengco hizo un dueto con el miembro más joven de la agrupación, Kyuhyun, con quien cantó «A Whole New World».
Pempengco realizó apariciones menores en programas de televisión locales y comerciales, e hizo una aparición especial en Alvin and the Chipmunks, pero su fama comenzó tras su paso por Little Big Star. No fue sino hasta 2007 que ganó reconocimiento mundial luego de publicar una serie de videos de su actuación en YouTube bajo el nombre de usuario FalseVoice. Estos videos recibieron millones de visitas, convirtiéndolo en un fenómeno de internet.
En 2010, participó como artista invitado en la aclamada serie de televisión Glee, donde interpretó a Sunshine Corazón, una estudiante de intercambio que se convierte en la principal rival artística de la protagonista Rachel Berry. Pempengco apareció en tres capítulos de la segunda temporada, interpretando versiones de los temas «Telephone» (junto a Lea Michele), «Listen» y «All by Myself», además de un tema original titulado «As long as you're there». La pequeña participación le daría popularidad a nivel internacional.
Posteriormente, participaría en diversas actividades artísticas. Cantó el himno nacional durante la ceremonia de investidura de Benigno Aquino III como Presidente de las Filipinas y fue el intérprete del tema principal del videojuego Final Fantasy XIII-2 (2012), titulado «New World».
Zyrus se ha referido a Whitney Houston, Céline Dion, Mariah Carey y Beyoncé como sus grandes influencias musicales.

## Vida personal
A través de un artículo publicado en Philstar por Bum Tenorio Jr., su padrino de bautismo, Charice Pempengco se declaró lesbiana el día de su 21.º cumpleaños. Tras su declaración, Pempengco recibió el apoyo de una de sus mentoras artísticas: la presentadora Oprah Winfrey.
En 2014, Pempengco cambió su apariencia femenina hacia una masculina. Invitado al programa de Oprah Winfrey para hablar de su cambio, declaró que su alma “es masculina”, aunque dudaba si someterse a una operación de cambio de sexo: “No sé exactamente si me convertiré en un hombre, pero mi corazón siente como el de un varón. No sé si llegaré a un estado en el que cambie del todo mi cuerpo, pero sí cambiaría mi apariencia, cortarme el pelo, usar ropa de hombre”.
En marzo de 2017, finalmente, confirmó su transición de género y anunció el comienzo de un tratamiento hormonal con testosterona y una operación para remover sus senos. Musicalmente, comenzó a utilizar un tono de voz más profundo. Desde mediados de 2017, adoptó el nombre de Jake Zyrus en redes sociales.

## Discografía

### Álbumes de estudio
| Título                                                                   | Detalles                                                                                          | Posiciones en Listas | Posiciones en Listas | Posiciones en Listas | Posiciones en Listas | Certificaciones                       |
| Título                                                                   | Detalles                                                                                          | CAN                  | JPN                  | KOR                  | US                   | Certificaciones                       |
| ------------------------------------------------------------------------ | ------------------------------------------------------------------------------------------------- | -------------------- | -------------------- | -------------------- | -------------------- | ------------------------------------- |
|                                                                          |                                                                                                   |                      |                      |                      |                      |                                       |
| Acreditada como Charice                                                  |                                                                                                   |                      |                      |                      |                      |                                       |
| My Inspiration                                                           | - Lanzamiento: 3 de abril de 2009 - Discográfica: Star - Formatos: CD, descarga digital           | —                    | —                    | —                    | —                    | - Filipinas PARI: Oro                 |
| Charice                                                                  | - Lanzamiento: 11 de mayo de 2010 - Discográfica: 143, Reprise - Formatos: CD, descarga digital   | 4                    | 6                    | 25                   | 8                    | - RIAJ: Platino - Tailandia TECA: Oro |
| Infinity                                                                 | - Lanzamiento: 5 de octubre de 2011 - Discográfica: 143, Reprise - Formatos: CD, descarga digital | —                    | 8                    | —                    | —                    |                                       |
| Chapter 10                                                               | - Lanzamiento: 6 de septiembre de 2013 - Discográfica: Star - Formatos: CD, descarga digital      | —                    | —                    | —                    | —                    | - Filipinas PARI: Oro                 |
| Catharsis                                                                | - Lanzamiento: 7 de octubre de 2016 - Discográfica: Star - Formatos: CD, descarga digital         | —                    | —                    | —                    | —                    |                                       |
| "—" indica que el álbum no se lanzó o no se posicionó en ese territorio. |                                                                                                   |                      |                      |                      |                      |                                       |

## Extended plays
| Título                     | Detalles                                                                                             | Certificaciones |
| -------------------------- | --- | --------------- |
|                            | |                 |
| Acreditada como Charice    | |                 |
| Charice                    | - Lanzamiento: 1 de mayo de 2008 - Discográfica: Star - Formatos: CD, descarga digital               | - PARI: Oro     |
| Grown-Up Christmas List    | - Lanzamiento: 30 de noviembre de 2010 - Discográfica: 143, Reprise - Formatos: CD, descarga digital |                 |
|                            | |                 |
| Acreditado como Jake Zyrus | |                 |
| Evolution                  | - Lanzamiento: 2019 - Discográfica: Star Music - Formatos: CD, descarga digital                      |                 |

## Filmografía
| Cine       | Cine                                    | Cine             | Cine                                                          |
| Año        | Título                                  | Rol              | Notas                                                         |
| ---------- | --------------------------------------- | ---------------- | ------------------------------------------------------------- |
| 2009       | Alvin and the Chipmunks: The Squeakquel | Él mismo         | Cameo                                                         |
| 2010       | Celine: Through the Eyes of the World   | Él mismo         | Documental - película concierto                               |
| 2012       | Here Comes the Boom                     | Malia            | Película                                                      |
| Televisión |                                         |                  |                                                               |
| Año        | Título                                  | Rol              | Notas                                                         |
| 2008       | ASAP                                    | Él mismo         | 2008—presente                                                 |
| 2008       | Maalaala Mo Kaya                        | Él mismo         | Un episodio: «Ice Cream»                                      |
| 2010       | May Bukas Pa                            | Miembro del coro | Un episodio: «Amen»                                           |
| 2010-2011  | Glee                                    | Sunshine Corazón | Tres episodios: «Audition», «A Night of Neglect» y «New York» |